# Torrenticola neoanomala
Torrenticola neoanomala är en kvalsterart som beskrevs av Herbert Habeeb 1957. Torrenticola neoanomala ingår i släktet Torrenticola och familjen Torrenticolidae. Inga underarter finns listade i Catalogue of Life.